# Thoisy-la-Berchère
Thoisy-la-Berchère település Franciaországban, Côte-d’Or megyében. Lakosainak száma 305 fő (2022. január 1.). Thoisy-la-Berchère La Motte-Ternant, Liernais, Sussey, Marcilly-Ogny, Missery, Mont-Saint-Jean, Saulieu és Villargoix községekkel határos.

## Népesség
A település népessége az elmúlt években az alábbi módon változott:
| Lakosok száma | 434  | 283  | 253  | 291  | 319  | 324  | 309  | 305  | 307  | 305  |
|               | 1968 | 1982 | 1990 | 2006 | 2013 | 2015 | 2017 | 2019 | 2020 | 2022 |